# Hong Kong ai Giochi della XXXI Olimpiade
Hong Kong ha partecipato ai Giochi della XXXI Olimpiade, che si sono svolti a Rio de Janeiro, Brasile, dal 5 al 21 agosto 2016, con una delegazione di 37 atleti impegnati in 9 discipline. Portabandiera alla cerimonia di apertura è stata la nuotatrice Stephanie Au, alla sua quarta Olimpiade.

## Risultati

### Nuoto
| Atleta      | Evento                    | Batterie | Batterie  | Semifinali      | Semifinali      | Finale          | Finale          |
| Atleta      | Evento                    | Tempo    | Posizione | Tempo           | Posizione       | Tempo           | Posizione       |
| ----------- | ------------------------- | -------- | --------- | --------------- | --------------- | --------------- | --------------- |
| Claudia Lau | 100 metri dorso femminili | 1'01"27  | 19ª       | non qualificata | non qualificata | non qualificata | non qualificata |